# Cortinarius paraonui
Cortinarius paraonui är en svampart som beskrevs av Soop 2005. Cortinarius paraonui ingår i släktet Cortinarius och familjen spindlingar.   Inga underarter finns listade i Catalogue of Life.